# Where Are My Children?
Where Are My Children? – amerykański film z 1916 roku w reżyserii Phillipsa Smalleya oraz Lois Weber.

## Wyróżnienia
| Rok wpisania | National Film Registry |
| ------------ | --- |
| 1993         | Lista filmów budujących dziedzictwo kulturalne USA utworzona przez National Film Preservation Board i przechowywana w Bibliotece Kongresu Stanów Zjednoczonych |